# Hans-Jürgen Schlieker
Hans-Jürgen Schlieker (* 8. April 1924 in Schöningen, Kreis Pyritz; † 12. März 2004 in Bochum; in Ausstellungsankündigungen, Literatur und familiärem Kreis auch als Hänner Schlieker bezeichnet) zählt gemeinsam mit Karl Fred Dahmen, K. O. Götz, Hans Hartung, Gerhard Hoehme, Bernard Schultze, K. R. H. Sonderborg, Fred Thieler, Hann Trier und Emil Schumacher zu den bedeutendsten Vertretern des deutschen Informel.

## Biographie

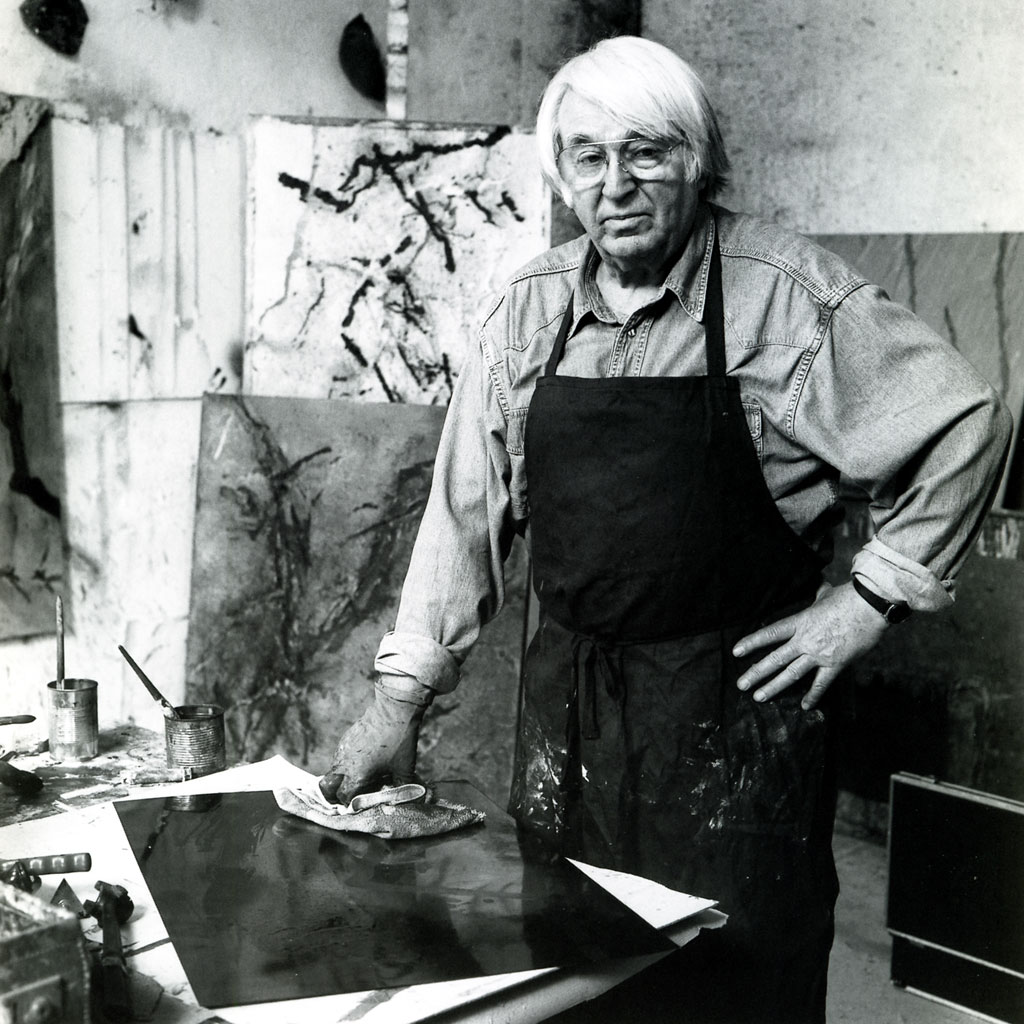
Hans-Jürgen Schlieker

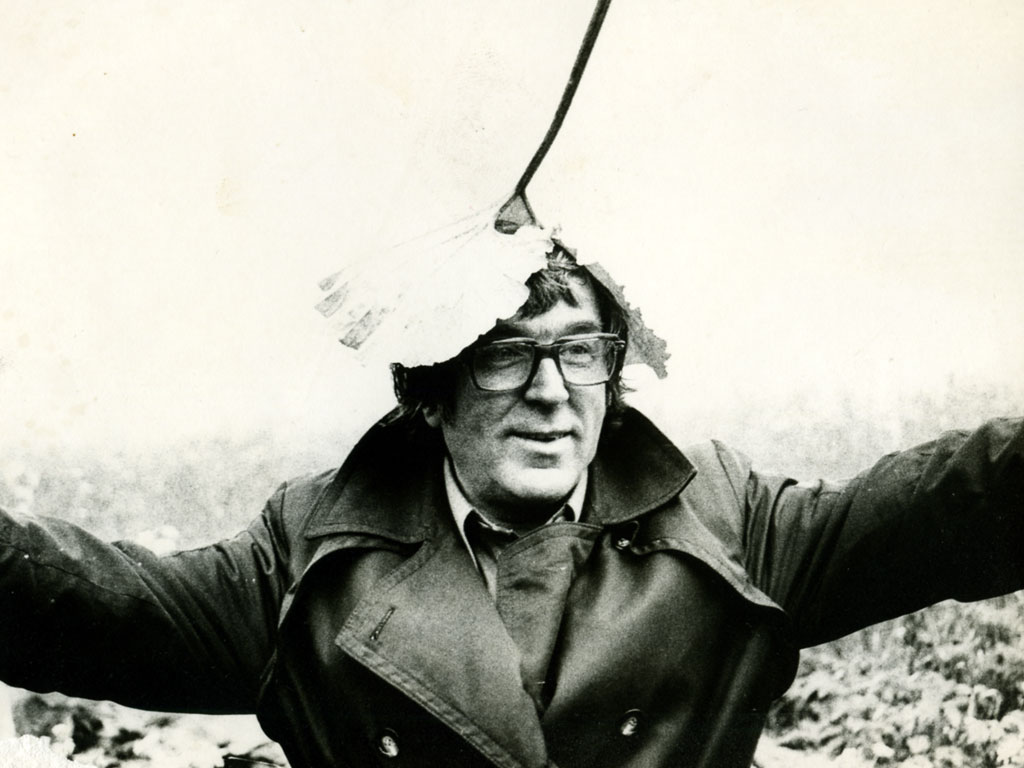
Hans-Jürgen Schlieker

Schlieker wurde 1924 in Schöningen im Kreis Pyritz in Hinterpommern geboren. Nach der Oberschule war er Schüler in einem Atelier für Gebrauchsgrafik. Drei Jahre als Soldat schlossen sich an. Erfahrungen, die im Kolorit der späten 50er Jahre ihren Niederschlag fanden und letztendlich in einer Werkgruppe aufgearbeitet wurden, die durch die Lektüre der Gedichte Charles Baudelaires (Les Fleurs du Mal) neue Aktualität erlangen.
Nach einem Zwischenaufenthalt in einem Künstlerheim in Mecklenburg studierte Schlieker an der Kunsthochschule Hamburg bei Erich Hartmann. Als er 1951 fertig war, heiratete er Gisela Chrambach und zog nach Bochum in das Ruhrgebiet. Dort schloss er sich – wie auch Hermann Breucker, Ignatius Geitel und Hans Kaiser – der Künstlervereinigung „Hellweg“ an, die 1952 gegründet worden war. Er arbeitete als freischaffender Künstler, und es folgten zum Teil wirtschaftlich schwierige Jahre – wie bei vielen Künstlerexistenzen.
1952 wurde die einzige Tochter Claudia geboren. Langsam begann es aufwärtszugehen: Als Gast der Deutschen Orientlinie machte Schlieker 1954 eine große Mittelmeerreise und kam so nach Spanien, Algerien, Tunesien, Griechenland und in die Türkei. Das prägte ihn, erzeugte Fernweh. 1956 wurde ein großflächiges Mosaik in der Eingangshalle der Jacob-Mayer-Realschule fertiggestellt. Es zeigt Stahlarbeiter beim Hochofenabstich und dem Guss von Glocken, dem Markenzeichen des Bochumer Vereins. Nach einem großen Auftrag fuhr er 1957/58 für einen längeren Zeitraum mit der ganzen Familie in eine weite, ursprüngliche Bucht nach Spanien, in das Örtchen Sant Pol im Norden der Mittelmeerküste.
Zwei Kunstpreise (1958 der Preis „Jungwestfalen“ des Westfälischen Kunstvereins, Münster, und 1959 der Preis für ein Bild beim Wettbewerb „Maler sehen Stuttgart“) zeugen davon, wie aktuell sein damaliges Werk von der Kunstkritik bewertet wurde.
Die Familie forderte ihren Tribut: Schlieker unterrichtete in den Folgejahren an einem Bochumer Gymnasium und dann, 1968, begann er mit dem Aufbau des Bereichs Bildende Kunst im Musischen Zentrum der Ruhr-Universität Bochum. Er leitete den gesamten Bereich, und zahllose Studenten lernten seine pädagogischen Eigenschaften zu schätzen. Als ordentliches Mitglied des Deutschen Künstlerbundes nahm Schlieker zwischen 1980 und 1991 an insgesamt acht DKB-Jahresausstellungen teil.
Im Jahre der Beendigung seiner Lehrtätigkeit, 1989, erhielt er (zusammen mit K. O. Götz, Adolf Luther, Bernard Schultze, Hann Trier und Günther Uecker) für sein Wirken den Verdienstorden des Landes Nordrhein-Westfalen.
Dreimal noch zog es ihn an die Hochschule: 1994, 1996 und 1997 führte er Studenten an der Kunstakademie Wien in einem Seminar in die Kunst des Radierens ein.
Hans-Jürgen Schlieker starb am 12. März 2004 nach schwerer Krankheit.

## Arbeiten (Auswahl)

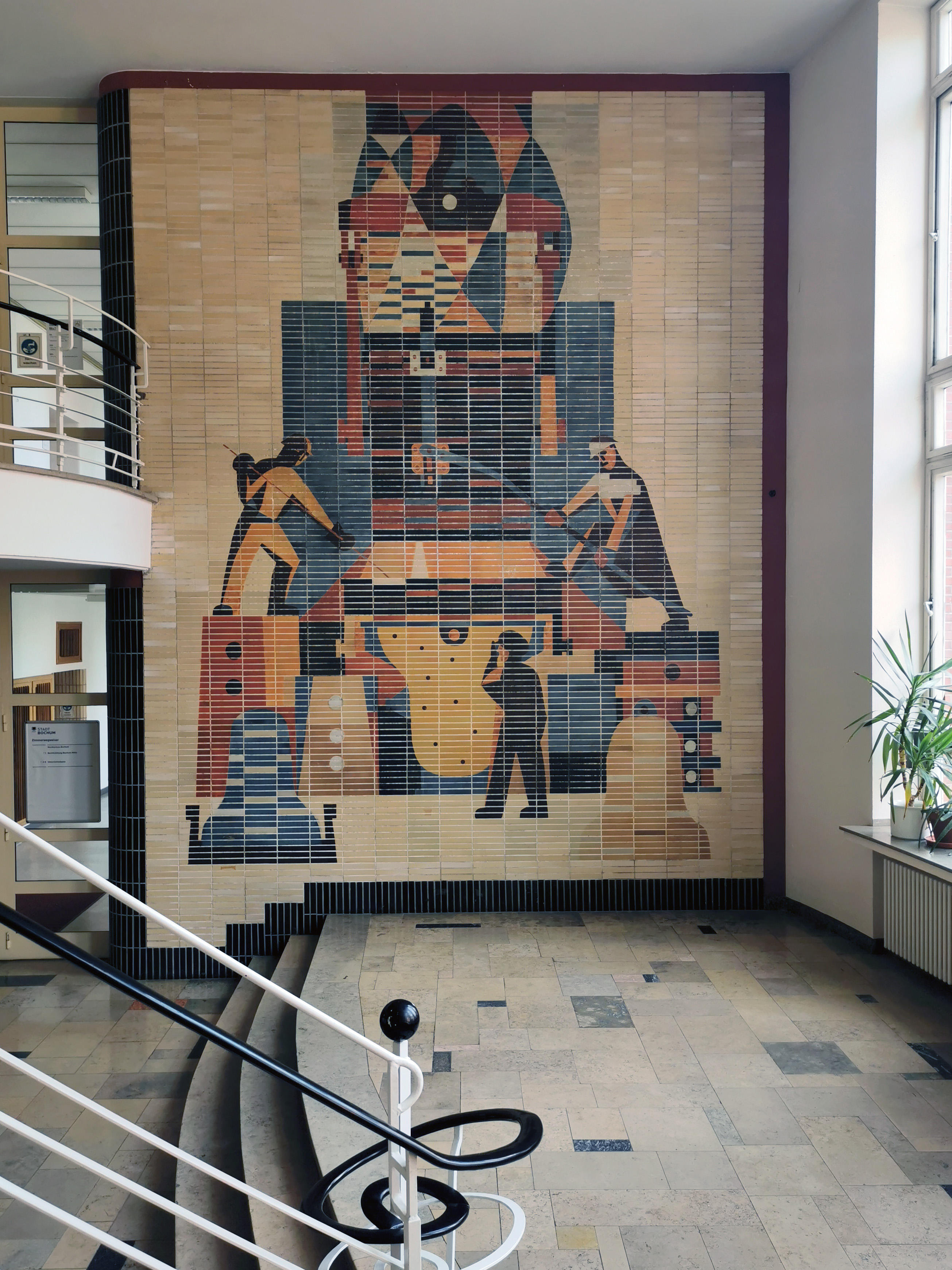
Mosaik in der Jacob-Mayer-Schule, 1956
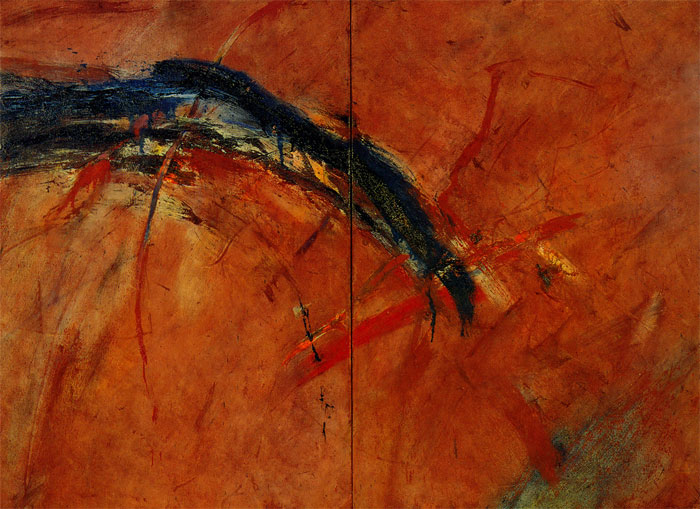
Frühjahr 91, Öl auf Leinwand, 160 × 220 cm
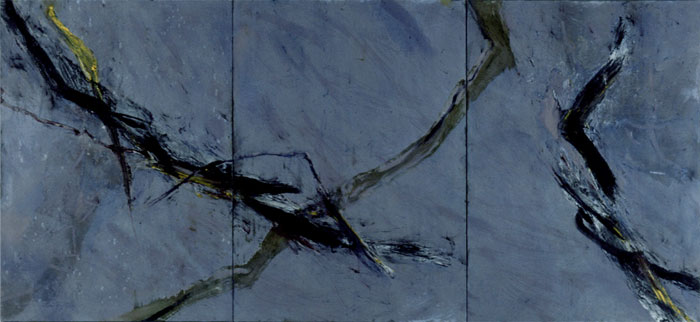
Blaues Bild 1990, Öl auf Leinwand, 190 × 400 cm
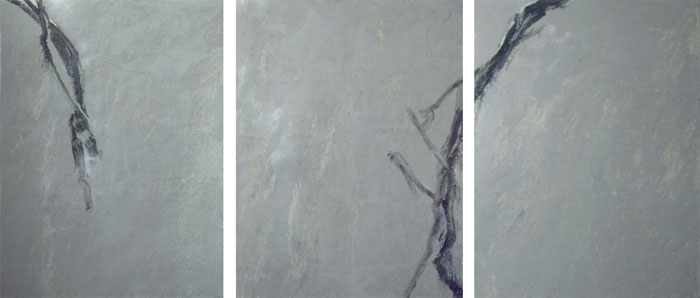
Januar 83/2, Öl auf Leinwand, 170 × 400 cm
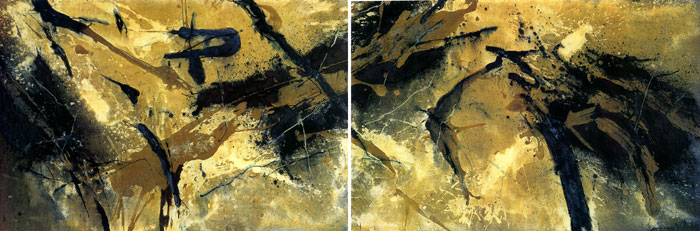
13. Mai 2000, Öl auf Leinwand, 100 × 300 cm

Eine umfangreiche Übersicht von Werken befindet sich auf der Webseite des Künstlers.

## Schlieker-Haus
Das Schlieker-Haus in Bochum-Querenburg dient seit seiner Eröffnung im März 2005 als Dokumentationsstätte für das Leben und Wirken des Künstlers während der letzten fünfeinhalb Jahrzehnte seines Lebens. Neben dem Atelier beherbergen die übrigen Räume außer Exponaten auch persönliche Gegenstände aus dieser Zeit. Im Wechsel werden Ausstellungen nach Themen und künstlerischen Techniken zusammengestellt.

## Rezeption
Jedes Bild Schliekers trägt eine Summe von existenziellen Erfahrungen in sich, Ängste, Zweifel, Hoffnungen, Sehnsüchte. In seiner kraftvollen Bildsprache ist es Behauptung zum Sein und eine Freiheit jenseits aller zivilisatorischen Zwänge. „Meine Bilder sind meine Fragezeichen“, hat Schlieker einmal gesagt. Vielleicht ist es jene Suche nach dem Urgrund, von dem Klee sagte, „da, wo das Zentralorgan aller zeitlich-räumlichen Bewegtheit, heißt es nun Herz oder Hirn der Schöpfung, alle Funktionen veranlasst, wer möchte da als Künstler nicht wohnen? Im Schoße der Natur, im Urgrund der Schöpfung, wo der geheime Schlüssel zu allem verwahrt liegt.“

## Ausstellungen (Auswahl)
- 2015/2016: Kunstsammlung der Ruhr-Universität Bochum. Sammlung Moderne und Situation Kunst; Gestische Abstraktion (E);
- 2014: Kunstmuseum Bochum; Hans-Jürgen Schlieker – Malerei um 1960 (E)
- 2009/2010: Galerie Frank Schlag & Cie., Essen; Hans-Jürgen Schlieker und Zeitgenossen Malerei der 50er und 60er Jahre (G)
- 2004: Bielefelder Kunstverein (E); Galerie Frank Schlag & Cie., Essen (E); Kunstmuseum Bochum (E); Ludwig Museum im Deutschherrenhaus, Koblenz (E)
- 2003: Galerie Frank Schlag & Cie., Essen (E)
- 2001: Rheinische Akademie Köln; Radierungen im Kunstverein, Frankfurt/Oder; Galerie Hennemann, Bad Homburg (E)
- 2000: Goote Gallery, Zug (G); KunstHaus Möhnesee/Steintor-Verlag, DruckHaus Kätelhön (E); Art Cologne, Galerie Hennemann, Bonn
- 1999: Fritz Winter-Haus, Ahlen/Westf. (E)[8]; Art Cologne, Galerie Hennemann, Bonn (G); Wege zum Deutschen Informel, The Huberte (G)
- 1998: Galerie Walther, Düsseldorf (E); Ausstellung zur Edition Krieg und Frieden, Bielefeld (G); Fritz Winter-Atelier, Diessen/Ammersee (E); Art Cologne, Galerie Hennemann, Bonn (G); Brennpunkt Informel, Kurpfälzisches Museum, Heidelberg (G)
- 1997: Galerie Bengelsträter, Iserlohn (E); Frankfurter Kunstverein, Frankfurt/Oder (E); Kunstmarkt Dresden, Galerie Bengelsträter (G); Art Cologne, Galerie Hennemann (G)
- 1996: Galerie Hennemann, Bonn (E); Art Cologne, Galerie Hennemann, Bonn (G)
- 1995: Stiftung Pommern, Kiel (E); Galerie Holzwarth, Stuttgart (E)
- 1994/1995: Märkisches Museum, Witten (E)
- 1994: Galerie Heimeshoff, Essen (E)
- 1993: Galerie Seippel, Köln (E)
- 1992: Galerie von Braunbehrens, München (E)
- 1991: Galerie Holzwarth, Stuttgart (E)
- 1989: Galerie Bea Voigt, München (E); Bielefelder Kunstverein (E)
- 1988: Art Cologne, Galerie Döbele (E)
- 1987: Galerie Pro Arte, Freiburg (E); Oberhessisches Museum, Gießen (E); Folkwangmuseum, Städt. Galerie Essen (E); Galerie Döbele, Stuttgart (E)
- 1984: Galerie Oben, Hagen (E)
- 1983: Galerie in der Sterngasse, Nürnberg (E); Kunsthistorisches Institut der Universität Gießen (Atelier im Seminar 1) (E); 35 Künstler aus Westfalen, Belgien
- 1982: 96 Westfälische Künstler, Münster (G)
- 1981: Bildende Künstler von Rheinland und Westfalen (G); Kunst des 20. Jahrhunderts, Recklinghausen (G); Galerie Hild, Hanau (E); Galerie Ostertor, Bremen (E); Galerie Arco, Herdecke (E)
- seit 1980: Deutscher Künstlerbund, u. a. Berlin, Hannover, Nürnberg, Düsseldorf, Frankfurt, Darmstadt (G)
- 1978: Galerie auf dem Jeetzelhof, Hitzacker (E)
- 1975: Galerie Krüll, Krefeld (E); Städt. Galerie Peschkenhaus, Moers (E)
- 1974: Kunstverein Bochum (E)
- 1972: Westfälische Kunst, Münster (G)
- 1971: Kunstpavillon Soest (E)
- 1970: Galerie Ostentor, Dortmund (E); Oldenburger Kunstverein (E)
- 1969: Kunstpreis der Stadt Gelsenkirchen (auch 1971) (G)
- 1968: Stadtmuseum Iserlohn (E); Kunstverein Bochum (E)
- 1967: Kunst der Bundesrepublik Deutschland, Prag, Brünn, Bratislava (G); Märkisches Museum, Witten (E)
- 1965: Galerie Elmenhorst, Hamburg (E)
- 1964: Galerie Hudtwalcker, Frankfurt (E)
- 1963: Bildende Künstler von Rheinland und Westfalen (auch 1964) (G)
- 1962: Galerie Numaga, La chaux-de-fonds, Schweiz (E); Galerie Parnass, Wuppertal (G)
- 1962: Galerie Numaga, La chaux-de-fonds, Schweiz (E); Galerie Parnass, Wuppertal (G)
- seit 1962: Westdeutscher Künstlerbund, Hagen (G)
- 1961: Junger Westen, Recklinghausen (G); Westfälische Kunst im 20. Jahrhundert, Bochum (G)
- 1960: Deutsche Künstler aus dem Osten, Wiesbaden (G); Galerie Clasing, Münster (E); Kunstverein Bremerhaven (G); Märkisches Museum, Witten (E)
- 1959: Kunstpreis der Jugend, Baden-Baden (auch 1961) (G)
- 1955: Zeitgenössische Kunst des Deutschen Ostens, Göttingen (G)
- 1953: Hamburger Künstlerclub (E); Junge Deutsche Maler, Leverkusen (G)
- seit 1952: Bochumer Künstlerbund (G)

(Legende: E = Einzelausstellungen; G = Gruppenausstellungen)

## Belege
1. ↑  Hans H. Hanke: Das Kaufhaus Kortum und die Kunst. Ignatius Geitels Cafeteria-Fenster von 1954. In: Bochumer Zeitpunkte. Beiträge zur Stadtgeschichte, Heimatkunde und Denkmalpflege, Nr. 7, Juli 2000, S. 10–13, hier S. 11.
2. ↑  Assel, Marina von: Kunst auf Schritt und Tritt in Bochum: Ein Führer zu moderner Kunst auf öffentlichen Straßen und Plätzen. Studienverlag Brockmeyer, Bochum 1992, ISBN 3-8196-0060-4, S. 38.
3. ↑  kuenstlerbund.de: Ausstellungsbeteiligungen: Schlieker, Hans-Jürgen (abgerufen am 20. Januar 2016)
4. ↑  Hans-Jürgen Schlieker, Radierungen 1967–1999 und Filmdokumentation 2004 von Christoph Böll, Film Nr. 9
5. ↑  Hans Jürgen Schlieker, offizielle Webseite
6. ↑  Schlieker-Haus
7. ↑  zitiert nach Eva Schöning
8. ↑  Archivierte Kopie (Memento des Originals vom 18. Januar 2012 im Internet Archive)  Info: Der Archivlink wurde automatisch eingesetzt und noch nicht geprüft. Bitte prüfe Original- und Archivlink gemäß Anleitung und entferne dann diesen Hinweis.

## Filmografie
- Christoph Böll: Hänner-Schlieker-Projekt, Filmporträt und Dokumentation über Hans-Jürgen Schlieker in zehn themengebundenen DVD-Filmen, Ateliergemeinschaft Bülow-Böll, Sprockhövel 2004 (online abrufbar)